# Ејуп Ганић
Ејуп Ганић (Себечево, 3. март 1946) широј јавности у бившој Југославији познат је по томе што је био ратни члан муслиманског председништва Алије Изетбеговића када је почео рат у Сарајеву 1992. године.

## Политичка каријера
Ганића је СДА при изборима за предсједништво кандидовала као Југословенa, и тиме омогућио прегласавање над Србима у тадашњем седмочланом предсједништву. Седми члан требало је да буде представник националних мањина, и за разлику од предлога СДС-а да то буде кандидат јеврејске националности, на овај начин извршена је својеврсна превара и тиме је СДА остварила премоћ у телу у коме је био предвиђен паритет.
Након што су представници Срба због раста националних нетрпељивости напустили заједничке републичке институције у Сарајеву, Ејуп Ганић је као замјеник Алије Изетбеговића лично руководио преговорима о изласку ЈНА из дијелова града под контролом муслимана. Након гаранција о безбједном изласку које је дао Ејуп Ганић, колона ЈНА је нападнута при чему је убијено 42, рањено 73 а заробљено 215 војника и официра ЈНА.
| „                                                                        | Када Алија изађе, побиј све! | ” |
| — Ејуп Ганић, наређење Патриотској лиги издато радио везом, 3. мај 1992. |                              |   |

## Оптужница за ратни злочин
Министарство унутрашњих послова Србије расписало је због ратног злочина потјерницу Интерпола за 19 лица осумњичених за напад на Дом ЈНА, војну болницу у Сарајеву, колону санитетских возила и војну колону у Добровољачкој улици 2. и 3. маја 1992. године, међу којима је и тадашњи члан крњег (које су Срби претходно напустили) Предсједништва Републике БиХ Ејуп Ганић.
Ганићу се на терет ставља ратни злочин против рањеника и болесника, противправно убијање и рањавање непријатеља и употреба недозвољених средстава борбе.
Осим овога ратног злочина, Ганићу се приписује и знање о постојању многобројних логора за Србе на простору Сарајева под контролом муслимана када је он био на власти.

### Хапшење
Ганић је 1. марта 2010. ухапшен на аеродрому у Лондону по захтјеву Србије због сумње да је учествовао у нападу на касарну и болницу у Сарајеву и војну колону у Добровољачкој улици у Сарајеву у мају 1992. године, када је убијено 42, рањено 73 а заробљено 215 војника и официра ЈНА.
Ејуп Ганић је био затворен у лондонском затвору Вондсворт до 11. марта 2010. када је пуштен на условну слободу без права на посједовање пасоша за путовање, ограниченог кретања и уз кауцију од 300.000 фунти до коначне одлуке о екстрадицији. За условно пуштање Ејупа Ганића на слободу је одговорно лобирање муслиманског политичара Хариса Силајџића који је заједно са Ганићем оптужен за ратне злочине у Добровољачкој улици.

## Држављанство
Оптужени за ратне злочине Ејуп Ганић је по рођењу држављанин Републике Србије. Захтјев за упис у књигу држављана Федерације БиХ је поднио тек 8. маја 1998. године, тако да је у вријеме почињеног ратног злочина у Добровољачкој улици и његовог обављања функције у Сарајеву, био једино држављанин Републике Србије, односно страни држављанин у Сарајеву. Међутим, по изјавама Дамира Арнаута, члана Ганићевог правног тима, Ганић сматра да нема српско држављанство, и тврди да после распада СФРЈ није узео ниједан документ из Србије.

## Образовање
Дипломирао и магистрирао на београдском универзитету где је и радио као истраживач. Докторирао је на Технолошком институту у Бостону, САД. Радио као самостални истраживач у Институту за хемију, технологију и металургију у Београду, асистент-истраживач на Massachusetts Institute of Technology (MIT) у Кембриџу, САД, старији истраживач на Union Cambridge Corporation-Linde Division, у Њујорку, САД, доцент на универзитетима у Њујорку и Чикагу, ванредни професор на University of Illinois у Чикагу, директор УНИС-института, гостујући професор Универзитета Ломоносов Русија.

## Објављени радови
Објавио је преко 100 научних и стручних радова, међу којима су „Handbook of Heat Transfer Fundamentals”, „Experimental Heat Transfer”, „Engineering Turbulence Modelling and Measurements”. Добитник награде „Веселин Маслеша”.

## Јавна осуда за говор мржње
Независно удружење новинара Републике Српске и медији Републике Српске су осудили Ејупа Ганића за говор мржње и вербални напад на новинарку из Републике Српске 6. марта 2011. поводом хапшења Јована Дивјака због учешћа у масакру у Добровољачкој улици у Сарајеву 1992.